# چهره سرشناس
چهره سرشناس یا چهره همگانی (به انگلیسی: Public figure) می‌تواند کسی همانند یک سیاستمدار، سلبریتی، ستاره اینترنت یا رهبر کسب‌وکار باشد که دارای گونه‌ای جایگاه اجتماعی معین در دامنه‌ای ویژه و نفوذی قابل توجه است که همین، مایهٔ آن می‌شود که به شکلی گسترده، مورد توجه همگان باشد.